# غرايسون والر
ماثيو فاريلي (من مواليد 21 مارس 1990) هو مصارع محترف أسترالي. وهو موقّع حاليًا على WWE ، حيث يؤدي عروضه على علامة SmackDown التجارية تحت اسم الحلقة Grayson Waller . وهو حاليًا عضو في فريق العلامات مع Austin Theory بدور A-Town-Down Under. قبل التوقيع مع WWE، كان يصارع سابقًا في حلبة مستقلة تحت اسم الحلبة Matty Wahlberg .
خارج المصارعة المحترفة، كان فاريلي متسابقًا في الموسم السادس من برنامج Survivor الأسترالي .